# Catedral de Nuestra Señora de la Merced (Bahía Blanca)

Altar de la Catedral de Nuestra Señora de la Merced

La Catedral Nuestra Señora de la Merced es un templo afiliado a la iglesia católica ubicado en el corazón de Bahía Blanca, en el país sudamericano de Argentina.  La Virgen de la Merced es la Patrona de la Arquidiócesis de la ciudad.
La iglesia catedral “Nuestra Señora de la Merced”, principal templo católico y asiento de la Arquidiócesis de la ciudad de Bahía Blanca, Argentina, está emplazada en el centro  histórico de la ciudad. Fue declarada patrimonio histórico y arquitectónico de la ciudad, por el Concejo Deliberante en 1994 y en proyecto, monumento histórico incorporado al  patrimonio cultural de la provincia de Buenos Aires. En los fundamentos se destaca que además de la riqueza edilicia, el templo es el lugar donde descansan los restos del fundador de la ciudad, coronel Ramón Estomba.  
Seis años después de la fundación de la ciudad, un grupo de fieles católicos, moradores del fuerte de Bahía Blanca, solicitó al entonces Comandante de Fronteras, don  Juan Manuel de Rosas, la construcción de un templo. En 1834 se levantó un primer altar con troncos de algarrobo y en una simple construcción de adobe y paja se inauguró la primera Iglesia de Nuestra Señora de la Merced, Redentora de los Cautivos Cristianos, la misma a quien dedicaron sus triunfos los generales Manuel Belgrano y José de San Martín. El motivo  fundamental del establecimiento de un fuerte en Bahía Blanca fue el de asegurar un centro permanente de acción contra el indio pampa para alejarlos de las poblaciones fronterizas. Una contingencia probable para los habitantes de aquel fuerte, era la toma de cautivos en las constantes incursiones de los indígenas para recuperar sus territorios tomados. De allí surge la advocación de la virgen para redimir a los cristianos cautivos . 
En 1837 un huracán generó daños significativos en la precaria construcción pero se logró reparar parcialmente y se fundó la segunda Iglesia, manteniendo el mismo nombre. Se colocó una imagen de la virgen con la cual se organizó una procesión alrededor de la plaza, en septiembre de 1842, manifestación que aún se conserva en forma de tradición en la ciudad de Bahía Blanca.
A fines de 1850 el Dr. Sixto Laspiur impulsó la construcción de un nuevo templo en el mismo solar, debido a la necesidad de ampliar el existente. Los planos fueron diseñados por el ingeniero Felipe Caronti, quien además dirigió la obra. Consistía en una sola nave, con dos campanarios, y entre ellos, rematando sus pilares, un clásico tímpano. Sus paredes, de un metro de ancho, eran de mampostería de ladrillo asentado revocado en barro. Con el constante crecimiento de la ciudad se multiplicaron las necesidades espirituales  de la población, principalmente porque la corriente inmigratoria había traído consigo la acendrada fe católica de los mayores. Una reforma de las jurisdicciones eclesiásticas de la Argentina propició la creación de la diócesis de Bahía Blanca y a principios de 1900, se decidió construir un templo de mayores dimensiones. Se encomendó el nuevo proyecto al arquitecto Luis Peprani, quien diseñó una fachada con dos torres laterales y un cuerpo central en dos niveles, que se coronan por un amplio frontis rematado por un grupo escultórico de la virgen y dos ángeles del escultor Quintino Piana. En el año 1908 se habilitó el campanario y en 1904 se colocó el reloj de la torre traído desde Francia.

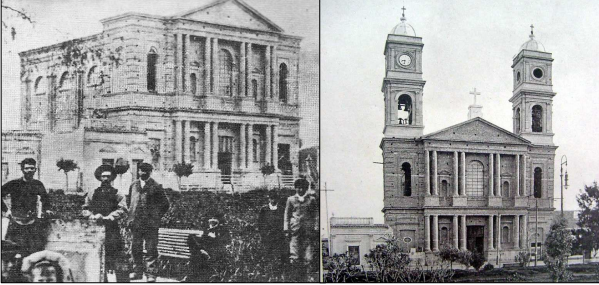
La iglesia Nuestra Señora de la Merced, a principios del, sin las torres laterales y a mediados del, con las torres laterales.

La firma Chiappani de la ciudad de Trento, Italia, se encargó de fabricar artesanalmente las cinco campanas que fueron colocadas en 1908 a diferentes alturas, en una de las torres laterales.